# Yuki Kadono
Yuki Kadono –en japonés, 角野友基, Kadono Yuki– (Miki, 18 de mayo de 1996) es un deportista japonés que compite en snowboard.
Consiguió seis medallas en los X Games de Invierno. Participó en los Juegos Olímpicos de Sochi 2014, ocupando el octavo lugar en la prueba de slopestyle.

## Medallero internacional
| \| X Games de Invierno \| X Games de Invierno \| X Games de Invierno \| X Games de Invierno \| \| Año \| Lugar \| Medalla \| Prueba \| \| ------------------- \| ---------------------- \| ------------------- \| ------------------- \| \| 2014 \| Aspen (Estados Unidos) \| Medalla de plata \| Big air \| \| 2015 \| Aspen (Estados Unidos) \| Medalla de bronce \| Big air \| \| 2016 \| Aspen (Estados Unidos) \| Medalla de bronce \| Big air \| \| 2016 \| Oslo (Noruega) \| Medalla de oro \| Big air \| \| 2018 \| Aspen (Estados Unidos) \| Medalla de bronce \| Big air \| \| 2019 \| Bærum (Noruega) \| Medalla de bronce \| Big air \| |                        |                   |         |
| X Games de Invierno |                        |                   |         |
| Año | Lugar                  | Medalla           | Prueba  |
| 2014 | Aspen (Estados Unidos) | Medalla de plata  | Big air |
| 2015 | Aspen (Estados Unidos) | Medalla de bronce | Big air |
| 2016 | Aspen (Estados Unidos) | Medalla de bronce | Big air |
| 2016 | Oslo (Noruega)         | Medalla de oro    | Big air |
| 2018 | Aspen (Estados Unidos) | Medalla de bronce | Big air |
| 2019 | Bærum (Noruega)        | Medalla de bronce | Big air |